# Atavyros
Atavyros (griechisch Ατάβυρος) ist ein Gemeindebezirk im Westen der griechischen Insel und Gemeinde Rhodos. Der zweitgrößte und zugleich einwohnerärmste Gemeindebezirk ist nach dem gleichnamigen, höchsten Berg der Insel benannt. Benachbarte Gemeindebezirke sind Kamiros im Nordosten, Lindos im Osten und Notia Rodos im Südosten.

## Gliederung
Der Gemeindebezirk Atavyros entstand durch die Verwaltungsreform 2010 aus der gleichnamigen Gemeinde. Diese wurde durch die Gebietsreform 1997 aus fünf Landgemeinden gegründet, dem heutigen Stadtbezirk Embonas und vier Ortsgemeinschaften.
| Stadtbezirk Ortsgemeinschaft | griechischer Name               | Code     | Fläche (km²) | Einwohner 2001 | Einwohner 2011 | Dörfer und Siedlungen          |
| ---------------------------- | ------------------------------- | -------- | ------------ | -------------- | -------------- | ------------------------------ |
| Embonas                      | Δημοτική Κοινότητα Έμπωνα       | 69010301 | 77,356       | 1451           | 1242           | Embonas, Mandriko              |
| Agios Isidoros               | Τοπική Κοινότητα Αγίου Ισιδώρου | 69010302 | 48,157       | 0590           | 0355           | Agios Isidoros                 |
| Kritinia                     | Τοπική Κοινότητα Κρητηνίας      | 69010303 | 27,195       | 0606           | 0503           | Kritinia, Kamiros Skala, Makry |
| Monolithos                   | Τοπική Κοινότητα Μονολίθου      | 69010304 | 45,355       | 0334           | 0181           | Monolithos                     |
| Siana                        | Τοπική Κοινότητα Σιάνων         | 69010305 | 34,923       | 0244           | 0152           | Sianna, Lakki                  |
| Gesamt                       | Gesamt                          | 690103   | 232,986      | 3225           | 2433           |                                |